# John W. Campbell
John Wood Campbell Jr (Newark, 8 giugno 1910 – Mountainside, 11 giugno 1971) è stato un autore di fantascienza e curatore editoriale statunitense. 
La sua fama è legata soprattutto alla rivista Astounding Science Fiction, che diresse dalla fine del 1937 alla propria morte, inaugurando la cosiddetta "epoca d'oro" della fantascienza che caratterizzò gli anni quaranta e cinquanta del Novecento.

## Biografia
Nonostante i suoi studi scientifici (nel 1932 conseguì la laurea in fisica), Campbell fu sempre affascinato dalla letteratura. Si appassionò ben presto alla fantascienza che in quegli anni stava iniziando i primi passi. Oggi è considerato uno dei padri fondatori della fantascienza detta space opera, in cui rientra il genere delle «saghe spaziali», ampiamente ripreso in seguito da molti autori.
Campbell concepiva la space opera come una sorta di fiaba, allargata agli spazi interplanetari, nei quali gli eroi sono rappresentati dal genere umano, che con altre civiltà aliene convivono all'interno di regni e nazioni e confederazioni di pianeti e imperi galattici. I cavalieri tecnologici delle epopee di Campbell cavalcano navicelle spaziali che si muovono nell'iperspazio, superando senza problemi la velocità della luce; invece di una nobile lama, utilizzano pistole laser e raggi della morte. Invece di orchi e draghi trovano posto i BEM (Bug-Eyed Monsters, i mostri dagli occhi d'insetto).
Agli inizi degli anni trenta alcuni racconti firmati da Campbell apparvero su Amazing Stories; si trattava di racconti giovanili in cui è ancora percepibile l'influenza di E.E. "Doc" Smith (uno degli scrittori che hanno tracciato la strada per il futuro della fantascienza eroica).
Già in tali racconti apparve il caratteristico interesse campbelliano per il funzionamento di macchine complesse, una caratteristica tipica della sua produzione letteraria, concentrata principalmente su due imponenti cicli galattici: quello dedicato ad Aarn Munro il gioviano: I figli di Mu (The Mightiest Machine, 1935), Avventura nell'iperspazio (The Incredible Planet, 1949) e L'atomo infinito (The Infinite Atom, 1949) e quello degli scienziati Arcot, Wade e Morey, coi romanzi Passa la stella nera (The Black Star Passes, 1953), Isole dello spazio (Islands of Space, 1956) e Invasori dall'infinito (Invaders from the Infinite, 1961). I due cicli erano simili nell'ambientazione e nei personaggi: Campbell aveva trovato la sua formula, e non l'abbandonò più.
Dopo queste due saghe, Campbell smise con le "grandi" narrazioni. Scrisse altri romanzi e racconti, tra i quali il notissimo La cosa da un altro mondo (Who Goes There?, 1938) dal quale furono poi tratti tre film; il primo, La cosa da un altro mondo, nel (1951), La cosa del 1982 con protagonista Kurt Russel, ed il terzo omonimo, prequel del precedente, del 2011.
Le storie di Campbell furono il tessuto sul quale molti degli scrittori successivi - da A. E. Van Vogt e Edmond Hamilton al pupillo di Campbell Isaac Asimov. Campbell fu, a partire dal 1937 e per i 30 anni successivi, il direttore della rivista Astounding Stories (nata nel 1930 come Astounding Stories of Super-Science e divenuta nel 1960 Analog Science Fact & Fiction). Con tale titolo Campbell compì passi importanti nella direzione dell'accuratezza scientifica e della consapevolezza stilistica della letteratura fantascientifica americana, indirizzandola verso una dimensione più legata all'ambito dell'immaginario e dell'avventura, nonché verso una decisiva maturazione letteraria.